# Galaschek Péter
Galaschek Péter (1968. március 25. –) labdarúgó, középpályás.

## Pályafutása
A Vasas csapatában mutatkozott az élvonalban 1986. szeptember 6-án a Békéscsaba ellen, ahol csapata 4–1-re kikapott. 1986 és 2000 között 340 bajnoki mérkőzésen szerepelt angyalföldi színekben és 53 gólt szerzett. Két bajnoki bronzérmet szerzett a csapattal. 2000 és 2002 között az Újpesti TE együttesében szerepelt és egy magyar kupa-győzelmet ért el az csapattal. Utolsó élvonalbeli mérkőzésen a Videoton csapatától 4–1-re kapott ki csapata.

## Sikerei, díjai
- Magyar bajnokság
  - 3.: 1997–98, 1999–00
- Magyar kupa
  - győztes: 2002
  - döntős: 2000